# Gens Lutàcia
La gens Lutàcia (en llatí: gens Lutatia) era una gens romana d'origen plebeu. Algunes vegades el seu nom es troba en manuscrits antics com a gens Luctatia. Els Lutatii tenien un lloc d'enterrament propi (sepulchrum Lutatiorum) més enllà del Tíber, mencionat l'any 82 aC.
El primer membre destacat de la família va ser Gai Lutaci Catul, cònsol el 242 aC, any en què va acabar la Primera Guerra Púnica. La família va portar els cognoms Catul, Cercó i Fíntia.
Catul era un cognom d'aquesta família de la gens Lutàcia etimològicament connectada a Cató (cato) o Cat (Catus), que indica sagacitat i precaució. Alguns dels personatges destacats amb aquest cognom van ser Gai Lutaci Catul, cònsol romà el 242 aC, Gai Lutaci Catul el jove, cònsol romà el 220 aC, Quint Lutaci Catul (cònsol 102 aC) i Quint Lutaci Catul el jove, cònsol romà el 78 aC.